# Comandos Regionais de Polícia Militar (PMPR)
Os Comandos Regionais de Polícia Militar (CRPM) são escalões intermediários de comando, responsáveis pelo policiamento ostensivo e pela preservação da ordem pública perante o Subcomandante-Geral da Polícia Militar do Paraná (PMPR). Eles atuam como órgão de planejamento e coordenação dos batalhões e companhias de polícia militar, responsáveis pela organização, supervisão, fiscalização, direção e controle das atividades, no âmbito de suas respectivas circunscrições territoriais.

## Histórico
O primeiro desdobramento da corporação ocorreu com a criação dos Regimentos de Segurança em 1958, nos quais foram reunidos os batalhões operacionais.
| Regimento Coronel Dulcídio (Policiamento da Capital do Estado) | Regimento Coronel João Gualberto (Policiamento do Interior do Estado) |
| Batalhão de Guardas                                            | I Batalhão Policial                                                   |
| Batalhão de Sinaleiros de Trânsito                             | II Batalhão Policial                                                  |
| Esquadrão de Polícia Montada                                   | III Batalhão Policial                                                 |

Em 1967 esses regimentos foram desativados e criadas sete Regiões Policiais Militares (RPM).
| 1ª RPM Ponta Grossa | 2ª RPM Jacarezinho | 3ª RPM Pato Branco | 4ª RPM Maringá | 5ª RPM Londrina | 6ª RPM Paranaguá | 7ª RPM Curitiba |

Em 1969 as RPM foram reestruturadas e aumentadas para nove.
| 1ª RPM Curitiba | 2ª RPM Paranaguá | 3ª RPM Ponta Grossa | 4ª RPM Jacarezinho | 5ª RPM Pato Branco | 6ª RPM Maringá | 7ª RPM Londrina | 8ª RPM Cascavel | 9ª RPM Cruzeiro do Oeste |

## Comandos de Policiamento
Em 1976, pela Lei de Organização Básica (LOB) da PMPR foi criado o Comando de Policiamento da Capital (CPC) e o Comando de Policiamento do Interior (CPI); operacionalmente ativados em 2 de agosto do mesmo ano.
Comando de Policiamento da Capital
| 12° Batalhão de Polícia Militar | Batalhão de Polícia de Trânsito             |
| 13° Batalhão de Polícia Militar | Batalhão de Policía de Guardas              |
| 17° Batalhão de Polícia Militar | Companhia de Polícia de Guarda Independente |
| 20° Batalhão de Polícia Militar | Companhia de Polícia de Choque              |
| Regimento de Polícia Montada    |                                             |

Comando de Policiamento do Interior
| 1° Batalhão de Polícia Militar  | 16° Batalhão de Polícia Militar              |
| 2° Batalhão de Polícia Militar  | 18° Batalhão de Polícia Militar              |
| 3° Batalhão de Polícia Militar  | 19° Batalhão de Polícia Militar              |
| 4° Batalhão de Polícia Militar  | Batalhão de Polícia Ambiental                |
| 5° Batalhão de Polícia Militar  | Batalhão de Polícia Rodoviária               |
| 6° Batalhão de Polícia Militar  | Batalhão de Patrulha Escolar Comunitária     |
| 7° Batalhão de Polícia Militar  | 1ª Companhia Independente de Polícia Militar |
| 8° Batalhão de Polícia Militar  | 2ª Companhia Independente de Polícia Militar |
| 9° Batalhão de Polícia Militar  | 3ª Companhia Independente de Polícia Militar |
| 10° Batalhão de Polícia Militar | 4ª Companhia Independente de Polícia Militar |
| 11° Batalhão de Polícia Militar | 5ª Companhia Independente de Polícia Militar |
| 14° Batalhão de Polícia Militar | Companhia Independente de Polícia Portuária  |
| 15° Batalhão de Polícia Militar |                                              |

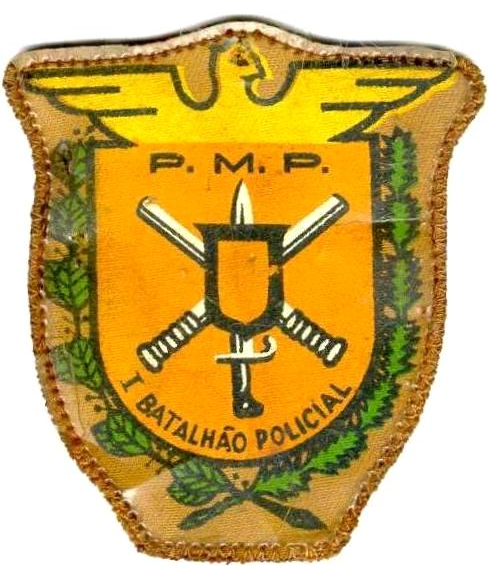
Brasão do I Batalhão Policial.

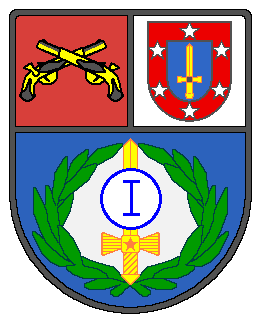
Antigo brasão do CPI.

Em 2010, devido ao expressivo aumento do número de batalhões e companhias, foi alterada a Lei de Organização Básica, e os Comandos de Policiamento foram transformados em sete Comandos Regionais de Polícia Militar (CRPM).
| 1° CRPM Curitiba | 2° CRPM Londrina | 3° CRPM Maringá | 4° CRPM Ponta Grossa | 5° CRPM Cascavel | 6° CRPM São José dos Pinhais | 7° CRPM Curitiba |

## 1° Comando Regional de Polícia Militar
12º Batalhão de Polícia Militar
O 12° BPM originou-se do antigo Batalhão de Guardas (BG) criado em 1952. Em 1977 a estrutura operacional da PMPR  foi reorganizada, e o BG passou a ser denominado como 12° Batalhão de Polícia Militar.
13º Batalhão de Polícia Militar
O 13° BPM originou-se do policiamento de radiopatrulha (RP)  implantado na PMPR em 1968. Em 1976 a unidade passou a designar-se como 13° Batalhão de Polícia Militar.
20º Batalhão de Polícia Militar
O 20º BPM originou-se da remodelação do Regimento de Polícia Montada. Até 2006 o RPMon era uma unidade mista, composta por esquadrões hipomóveis e esquadrões motorizados; passando então a ser constituída unicamente por esquadrões hipomóveis. Sua área de atuação estava circunscrita ao extinto Comando de Policiamento da Capital; sendo a partir dessa data estendida a todo o território estadual. O 20º BPM foi então criado sobreposto à antiga área operacional do RPMon. Atualmente a Unidade possui responsabilidade territorial sobre vinte e nove bairros, do Alto Boqueirão ao Cachoeira, abrangendo seiscentos e vinte mil mil habitantes. Pertence ainda ao 20º BPM a primeira Unidade Paraná Seguro (UPS) do Estado, implantada no Uberaba.
| 1ª Companhia Juvevê | 2ª Companhia Jardim da Américas | 3ª Companhia Bairro Alto | 4ª Companhia Boqueirão |

23º Batalhão de Polícia Militar
Oficialmente criado em 06 de Junho de 2012, organizado a partir do desdobramento da 3ª Companhia do 13º BPM, compondo-se dos bairros Cidade Industrial de Curitiba, Fazendinha, Augusta e São Miguel.
| 1ª Companhia CIC Vila Barigui | 2ª Companhia São Miguel Bosque São Nicolau | 3ª Companhia Fazendinha Parque Guairacá |

O 23º BPM passou pelo processo de instalação de por cinco Unidades Paraná Seguro (UPS), no início da década de 2010: Vila Sandra, Vila Nossa Senhora da Luz, Vila Verde, Vila Caiuá e Vila Sabará. Com a descontinuação do programa em janeiro de 2019, os recursos foram agrupados nas áreas de responsabilidade territorial das Companhias PM do 23º BPM.
Batalhão de Polícia de Trânsito
Desde 1913 o policiamento de trânsito era feito exclusivamente pela Guarda Civil do Paraná, segmento uniformizado da atual Polícia Civil do Estado. Em 1952, por entendimento entre o Chefe de Polícia e o Diretor do Departamento de Trânsito, esse serviço passou a ser realizado também pela Polícia Militar. E em 1976 recebeu a atual denominação de Batalhão de Polícia de Trânsito.
Companhia Independente de Polícia de Guarda
Em 1953 a então primeira companhia do Batalhão de Guardas (BG) assumiu em caráter permanente a guarda do Palácio Iguaçu. Em 1967 essa unidade adquiriu autonomia, e em 1999 recebeu sua atual designação como Companhia Independente de Polícia de Guarda (CIPGd).

## 2° Comando Regional de Polícia Militar

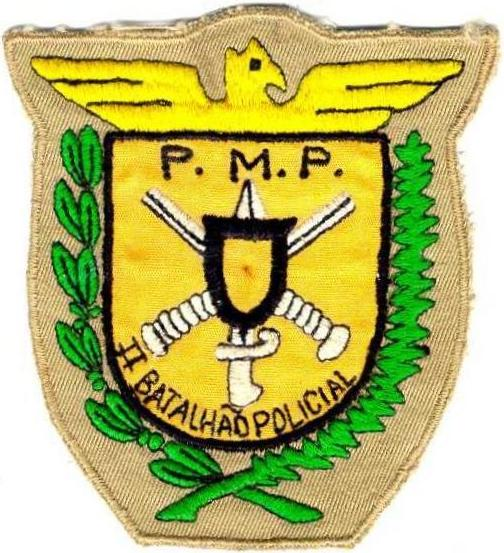
Brasão do II Batalhão Policial.

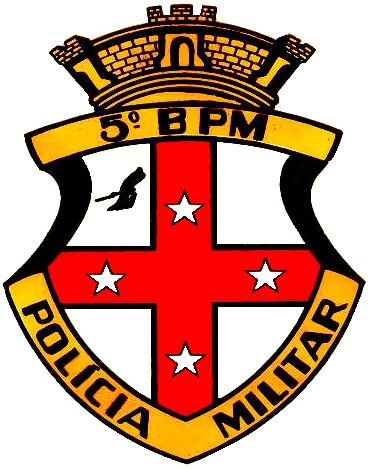
Antigo brasão do 5° BPM.

2º Batalhão de Polícia Militar - Jacarezinho
O 2° BPM foi oficialmente criado em 1953, com a denominação de II Batalhão Policial; constituído por duas Companhias Isoladas. Uma dessas companhias fora criada em 1952, em Araucária. E a outra companhia era a 1ª Cia do Centro de Preparação Militar, criado pelo Decreto nº 1.380, de 18 de junho de 1931; a qual havia se tornado isolada devido a transformação da 2ª Cia na Companhia de Guardas Sinaleiros de Trânsito. A Unidade tinha sede em Curitiba e era responsável por fornecer o efetivo para os destacamentos do interior do Estado. Em 1967 houve uma remodelação na estrutura operacional da PMPR; sendo criadas sete Regiões Policiais Militares (RPM). Os batalhões receberam a designação de Batalhão de Polícia Militar; passando o 2° Batalhão de Polícia Militar a ter sua sede na cidade de Jacarezinho, com uma nova área de operação.
| 1ª Companhia Santo Antônio da Platina | 2ª Companhia Wenceslau Braz | 3ª Companhia Ibaiti |

5º Batalhão de Polícia Militar - Londrina
O 5º BPM foi oficialmente criado em 1967, constituído pela então 3ª Cia do 2º Batalhão de Polícia Militar; tendo assumido o primeiro comandante da Unidade em 11 de setembro do mesmo ano. A criação foi feita aproveitando-se do pessoal e material da 3ª e 4ª Companhias do 2º BPM. Abrangendo os municípios de Ibiporã, Jataizinho, Arapongas, Ivaiporã, Porecatu, Santo Inácio, Nossa Senhora das Graças, Grandes Rios e Ortigueira e suas regiões. Posteriormente foi anexado o efetivo da 1ª Cia do 4º BPM (Maringá) e de outras Unidades do 2º BPM que estavam instaladas na região.
A primeira sede foi na Rua Visconde de Mauá 161, Jardim Shangri-lá. Em 08 de dezembro de 1977 foi inaugurado a quartel atual, com a presença do Governador Jaime Canet.
| Companhia de Rádio Patrulha | Companhia de Polícia de Trânsito | 1ª Companhia Londrina (Região Leste e Sul) | 2ª Companhia Londrina (Região Norte) | 3ª Companhia Londrina (Região Metropolitana) |

10º Batalhão de Polícia Militar - Apucarana
O 10° BPM foi oficialmente criado em 1977, constituído por destacamentos do 5º BPM; e efetivamente instalado em 24 de Outubro do mesmo ano.
| 1ª Companhia Apucarana | 2ª Companhia Jandaia do Sul |

15º Batalhão de Polícia Militar - Rolândia
O 15° BPM foi criado em 1985, com o desmembramento de uma das companhias do 5° BPM.
| 1ª Companhia Rolândia | 2ª Companhia Porecatu | 3ª Companhia Sertanópolis |

18º Batalhão de Polícia Militar - Cornélio Procópio
O 18° BPM foi oficialmente criado em 1994, constituído pela então 2ª Cia do 2° BPM; tendo sido efetivamente instalado em 6 de março de 1995.
| 1ª Companhia Cornélio Procópio | 2ª Companhia Bandeirantes | 3ª Companhia Assaí |

4ª Companhia Independente de Polícia Militar - Londrina
A 4ª CIPM foi criada em 25 de Abril de 2007, com a responsabilidade de prover o policiamento da região norte da cidade de Londrina; a qual tem uma população aproximada de cento e oitenta mil habitantes.
6ª Companhia Independente de Polícia Militar - Ivaiporã
A 6ª CIPM foi criada em 01 de Outubro de 2010, com responsabilidade pelos municípios de Ivaiporã, Arapuã, Ariranha do Ivaí, Borrazópolis, Cruzmaltina, Faxinal, Godoy Moreira, Grandes Rios, Jardim Alegre, Lidianópolis, Lunardelli, Rio Branco do Ivaí, Rosário do Ivaí e São João do Ivaí.
7ª Companhia Independente de Polícia Militar - Arapongas
A 7ª CIPM foi criada em 01 de Outubro de 2010, e é responsável pelos municípios de Arapongas e Sabáudia.

## 3° Comando Regional de Polícia Militar
4º Batalhão de Polícia Militar - Maringá
O 4° BPM foi oficialmente criado em março de 1967; iniciando efetivamente suas atividades em maio do mesmo ano.
| 1ª Companhia Maringá | 2ª Companhia Marialva | 4ª Companhia Sarandi |

7º Batalhão de Polícia Militar - Cruzeiro do Oeste
O 7° BPM foi oficialmente criado em 1968, constituído pela então quarta companhia do 4º Batalhão de Polícia Militar; e efetivamente instalado em 3 de julho de 1970. Atualmente (2014) é responsável pelos municípios de Cruzeiro do Oeste, Mariluz, Tuneiras do Oeste, Tapejara, Rondon, Guaporema, Cidade Gaúcha, Nova Olímpia, Tapira, Goioerê, Moreira Sales, Quarto Centenário e Rancho Alegre d'Oeste.
| 1ª Companhia Cruzeiro do Oeste | 2ª Companhia Goioerê |

8º Batalhão de Polícia Militar - Paranavaí
O 8° BPM foi oficialmente criado em 1968, e efetivamente instalado no dia 30 de junho de 1970, foi criado pelo Decreto Estadual nº 11.586. Sua área de atuação abrange a região Noroeste do Estado do Paraná, atingindo as fronteiras com os Estados de São Paulo e Mato Grosso do Sul, atendendo a 35 municípios, sendo:
| 1ª Companhia Paranavaí | 2ª Companhia Paraíso do Norte | 3ª Companhia Nova Esperança |

11º Batalhão de Polícia Militar - Campo Mourão
Em 1976 a então 2ª Cia do 7° BPM adquiriu autonomia, passando a denominar-se Companhia Independente de Campo Mourão. Em 1977 essa companhia constituiu-se no 11° Batalhão de Polícia Militar. Responsável pelo policiamento ostensivo e preservação da ordem pública nos municípios de Campo Mourão, Araruna, Corumbataí do Sul, Farol, Iretama, Luiziania, Mamborê, Roncador, Engenheiro Beltrão, Barbosa Ferraz, Fênix, Peabiru, Quinta do Sol, Boa Esperança, Janiópolis, Altamira do Paraná, Campina da Lagoa, Juranda, Nova Cantu e Ubiratã.
| 1ª Companhia Campo Mourão | 2ª Companhia Ubiratã |

25º Batalhão de Polícia Militar - Umuarama
O 25º BPM foi oficialmente criado em 29 de Janeiro de 2014, constituído pela antiga 5ª CIPM, e efetivamente instalado em 20 de Março de 2014, com a posse de seu primeiro comandante. O 25º BPM é responsável pelo policiamento ostensivo e pela preservação da ordem pública nos municípios de Umuarama, Maria Helena, Douradina, Ivaté, Icaraíma, Alto Paraíso, Esperança Nova, Xambrê, São Jorge do Patrocínio, Pérola, Altônia, Cafezal do Sul, Perobal, Francisco Alves, Iporã, Alto Piquiri e Brasilândia do Sul.
| 1ª Companhia Umuarama | 2ª Companhia Iporã |

5ª Companhia Independente de Polícia Militar - Cianorte
A 5ª CIPM foi criada em 2008, constituída pela 2ª Cia do 7º BPM. Em 29 de Janeiro de 2014 a sede da 5ª CIPM foi transferida de Umuarama para Cianorte (antiga 3ª Cia do 11º BPM), com responsabilidade sobre os municípios de Cianorte, Indianópolis, Japurá, Jussara, São Manoel do Paraná, São Tomé e Terra Boa.
9ª Companhia Independente de Polícia Militar - Colorado
A 9ª CIPM foi criada pelo Decreto Estadual nº 11.680, de 12 de novembro de 2018. Ela foi constituída pela 3ª Cia do 4º BPM e é responsável pelo policiamento ostensivo e pela preservação da ordem pública nos municípios de Colorado, Itaguajé, Santa Inês, Santo Inácio, Santa Fé, Lobato, Nossa Senhora das Graças, Munhoz de Mello, Ângulo, Florida, Astorga, Iguaraçu e Pitangueiras.

## 4° Comando Regional de Polícia Militar do Paraná
1º Batalhão de Polícia Militar - Ponta Grossa
O 1º BPM originou-se da dissolução do 1º Batalhão de Infantaria em 1952; o que deu origem à formação do Batalhão de Guardas e do Batalhão Policial. A OPM recebeu a denominação de I Batalhão Policial em 1953, sendo efetivamente instalado em 25 de maio do mesmo ano. Inicialmente a Unidade tinha sede em Curitiba e era responsável por fornecer o efetivo para os destacamentos do interior do Estado. Em 1967 houve uma remodelação na estrutura operacional da PMPR, e a confusa malha de destacamentos policiais dos batalhões foi concentrada em sete Regiões Policiais Militares (RPM). Os batalhões receberam a designação de Batalhão de Polícia Militar; passando o 1º BPM a ter sua sede na cidade de Ponta Grossa, constituído com uma nova área de operação. Além de Ponta Grossa, abrange também os municípios de Castro, Carambeí, Piraí do Sul, Arapoti, Sengés e Jaguariaíva.
| 1ª Companhia Ponta Grossa | 2ª Companhia Ponta Grossa | 3ª Companhia Castro |

16º Batalhão de Polícia Militar - Guarapuava
O primeiro destacamento policial militar de Guarapuava é de 1868, então constituído por seis policiais militares. Em 1976 a então 5ª Cia do 1° BPM adquiriu autonomia e passou a ser designada como 3ª Companhia Independente de Polícia Militar. Seu efetivo era de cento e nove policiais, abrangendo sete municípios, com população aproximada de 400.000 habitantes, distribuída numa área de 23.247,393 Km².
Em 1984 passou a contar com cento e cinquenta e sete policiais militares. E em 1989 essa companhia foi transformada no 16º Batalhão de Polícia Militar.
Em 1996 foi formado o primeiro pelotão de policiais feminas na unidade, com quarenta militares.
| 1ª Companhia Guarapuava | 2ª Companhia Laranjeiras do Sul | 3ª Companhia Pitanga | 4ª Companhia Prudentópolis |

Projeto social Campeões da Vida
O projeto social Campeões da Vida foi desenvolvido pelo Capitão Cristiano Cubas, oficial do 16º BPM, campeão nacional de Jiu Jitsu por duas vezes. O projeto visa a inclusão social de crianças especiais da Associação de Pais e Amigos dos Excepcionais (APAE), bem como seu desenvolvimento neural e psicomotor. Participam do projeto crianças e adultos de diversas idades que fazem parte da instituição de reabilitação, e as atividades são realizadas toda terça-feira, no período da manhã e da tarde, na sala de lutas do 16º BPM.
26º Batalhão de Polícia Militar - Telêmaco Borba

Em 2004 foi oficialmente criada a 3ª CIPM, até então subordinada ao 1º BPM. E em 03 de março de 2016 a 3ª CIPM foi transformada no 26ª Batalhão de Polícia Militar, atendendo uma população de 215.951 habitantes na época de sua criação, abrangendo os municípios de Telêmaco Borba, Ortigueira, Imbaú, Curiúva, Figueira, Sapopema, Reserva, Tibagi, Ventania e Cândido de Abreu,
| 1ª Companhia Telêmaco Borba | 2ª Companhia Ortigueira | 3ª Companhia Reserva |

27º Batalhão de Polícia Militar - União da Vitória

O 27º BPM foi oficialmente criado em 03 de março de 2016, com o efetivo da 2ª CIPM.
A 2ª CIPM havia sido criada em janeiro de 1976, constituída pela 2ª Companhia do 3° Batalhão de Polícia Militar; sendo efetivamente instalada em outubro do mesmo ano.
Devido União da Vitória ter sido um importante centro de resistência aos revoltosos no Conflito do Contestado e posição estratégica de onde partiu o Regimento de Segurança (antiga designação da PMPR) para o Combate do Irani, em 2004 a 2ª CIPM recebeu do Governo do Estado a denominação de Heróis do Contestado.
| 1ª Companhia União da Vitória | 2ª Companhia União da Vitória | 3ª Companhia São Mateus do Sul |

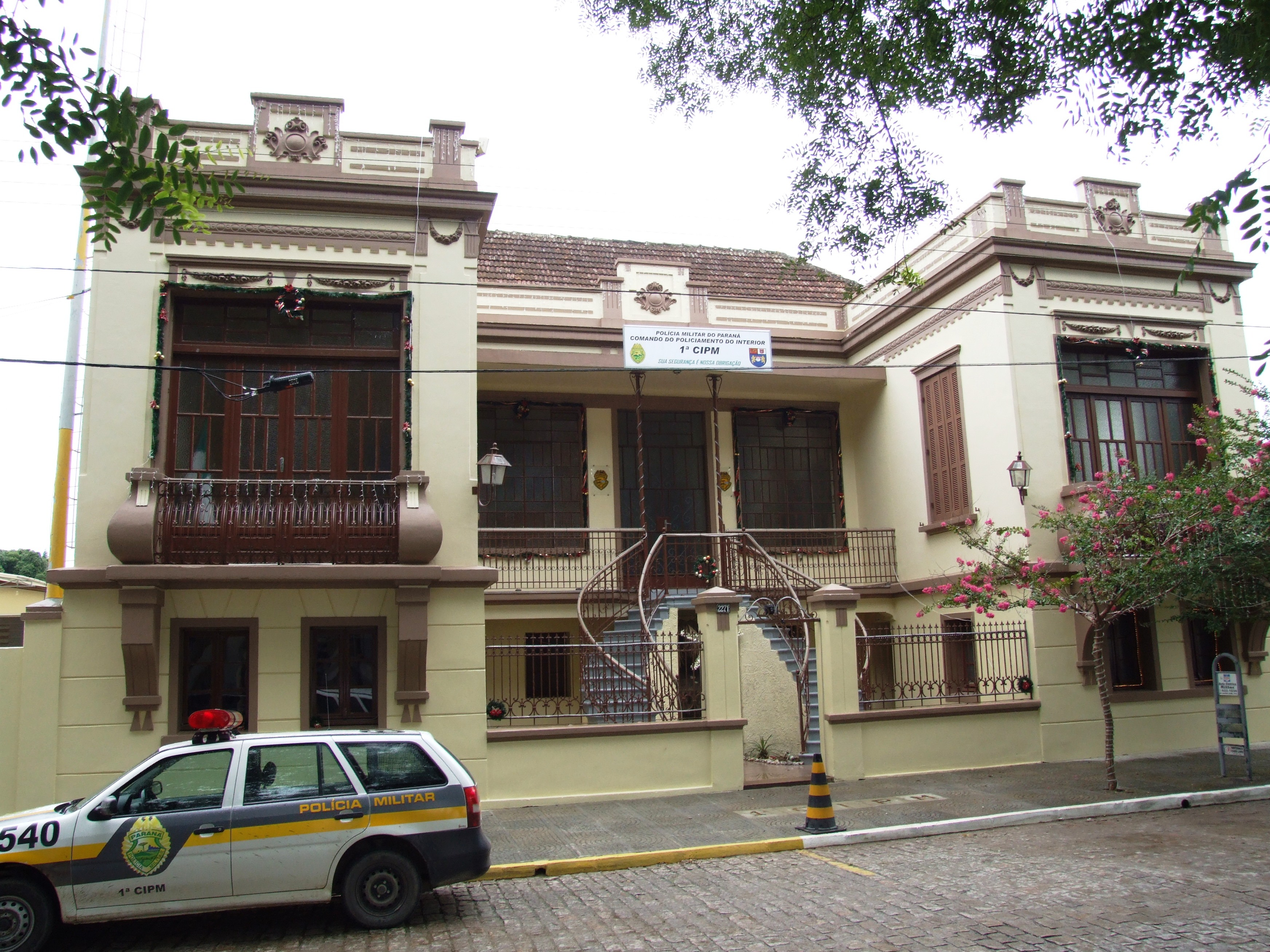
Sede do 28º BPM, Lapa.

28º Batalhão de Polícia Militar - Lapa

Em abril de 1977 foi oficializada a 1ª Companhia Independente de Polícia Militar  constituída por destacamentos da 4ª Companhia do 1° Batalhão de Polícia Militar; sendo efetivamente instalada em agosto do mesmo ano. E em 12 de novembro de 2018 a 1ª CIPM foi transformada no 28º BPM, efetivamente implantado em 15 de dezembro pela Governadora do Estado do Paraná, Cida Borghetti.
| 1° Companhia Lapa | 2° Companhia Rio Negro | 3° Companhia Palmeira |

8ª Companhia Independente de Polícia Militar - Irati
A 8ª CIPM foi criada em 14 de Outubro de 2010, e é responsável pelo policiamento dos municípios de Irati, Fernandes Pinheiro, Guamiranga, Imbituva, Inácio Martins, Ipiranga, Ivaí, Rebouças, Rio Azul e Teixeira Soares.

## 5° Comando Regional de Polícia Militar
3º Batalhão de Polícia Militar - Pato Branco
O 3º BPM foi oficialmente criado em 1958, e efetivamente instalado em 8 de julho de 1966. Após anos de reivindicação da população local, as companhias de Francisco Beltrão e Santo Antônio do Sudoeste foram desmembradas e transformadas no 21º BPM.
| 1ª Companhia Pato Branco | 2ª Companhia Palmas | 3ª Companhia Coronel Vivida |

6º Batalhão de Polícia Militar - Cascavel
O 6° BPM foi oficialmente criado em 1968, constituído pela então 3ª companhia do 3º BPM; e efetivamente instalado em 5 de dezembro de 1969.
| 1ª Companhia Cascavel | 2ª Companhia Quedas do Iguaçu | 3ª Companhia Matelândia | 4ª Companhia Corbélia |

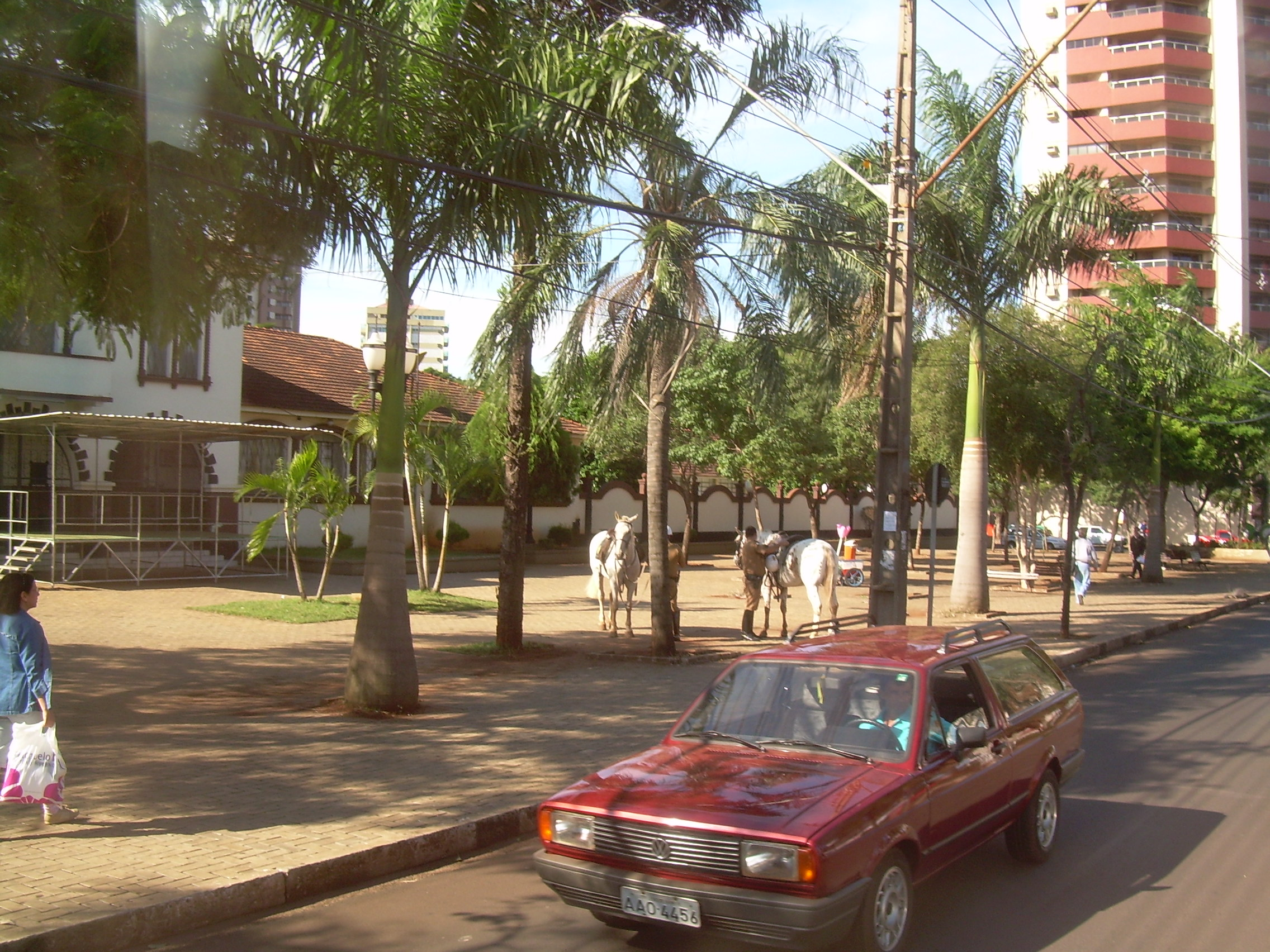
Polícia montada em patrulhamento, Foz de Iguaçu.

14º Batalhão de Polícia Militar - Foz de Iguaçu
O policiamento de  Foz de Iguaçu se iniciou em 1884, com a presença do primeiro policial militar. A partir de então a PMPR se fez presente por destacamentos de diversas unidades: do 1° Batalhão de Caçadores em 1900 ao 6° Batalhão de Polícia Militar em 1975. Em 1966 a cidade passou a ser sede da 3ª Companhia do 6º BPM, e em 1975 essa companhia adquiriu autonomia; constituindo-se na 4ª Companhia Independente de Polícia Militar (4ª CIPM). Efetivamente implantada em 1976, com abrangência sobre Santa Terezinha de Itaipu. Em 1985 a 4ª CIPM foi transformada no atual 14° BPM,
| 1ª Companhia Santa Terezinha de Itaipu | 2ª Companhia Medianeira | 3ª Companhia Foz do Iguaçu |

19º Batalhão de Polícia Militar - Toledo
Em 20 de dezembro de 1977 a sede da 3ª companhia do 6º BPM foi transferida de Marechal Rondon para Toledo. E em 2004 foi oficialmente criado o 19º BPM, efetivamente instalado em 31 de agosto de 2005.
| 1ª Companhia Toledo | 2ª Companhia Marechal Cândido Rondon | 3ª Companhia Assis Chateaubriand | 4ª Companhia Santa Helena |

21º Batalhão de Polícia Militar - Francisco Beltrão
O 21° BPM foi oficialmente criado em 01 de Outubro de 2010.
Atualmente comandado interinamente pelo Senhor Capitão Edson Roberto Cechinel da Silva.
| 1ª Companhia Francisco Beltrão | 2ª Companhia Dois Vizinhos | 3ª Companhia Santo Antônio do Sudoeste | 4ª Companhia Capanema |

## 6° Comando Regional de Polícia Militar
9º Batalhão de Polícia Militar - Paranaguá

O 9º BPM possui origem no antigo Corpo de Polícia Portuária (CPP), oficialmente criado em 1964. Em 1977 o CPP recebeu a atual designação de 9° Batalhão Policial Militar.
| 1ª Companhia Paranaguá | 2ª Companhia Matinhos | 3ª Companhia Guaratuba | 4ª Companhia Morretes |

17º Batalhão de Polícia Militar - São José dos Pinhais
Antes da criação do 17° BPM o município de São José dos Pinhais era guarnecido pelo 2º Esquadrão do Regimento de Polícia Montada. O 17º Batalhão de Polícia Militar foi criado em 1990, e tinha por objetivo dar atendimento a toda região metropolitana de Curitiba. O efetivo inicial da Unidade foi constituído com integrantes do Regimento de Polícia Montada, 12° Batalhão de Polícia Militar, 13° Batalhão de Polícia Militar,  Batalhão de Polícia de Guardas e da Companhia Independente de Polícia de Guarda.
A primeira sede do 17º BPM funcionou em uma antiga escola municipal, construída em 1981 no Conjunto Urano. E em 1989 foi colocado em negociação o terreno em que atualmente a unidade funciona. Em 11 de Agosto de 1991 a sede definitiva foi inaugurada no Bairro Costeira, apenas com o prédio principal. Em 1999 foi efetuada uma revitalização das instalações do quartel, sendo inaugurado um campo de futebol e uma pista de corrida. No ano 2009, sob o comando do Tenente-coronel Washington Lee Abe, foi  concluída a construção do estande de tiro, onde anteriormente havia um depósito de pneus. A construção contou com o apoio de pessoas da comunidade e de policiais militares; os quais dedicaram-se para que em 1 de julho de 2010 o estande fosse inaugurado, recebendo a denominação de Coronel Keiji Abe.
| 1ª Companhia São José dos Pinhais | 2ª Companhia Araucária | 3ª Companhia Campo Largo | 4ª Companhia Fazenda Rio Grande |

22º Batalhão de Polícia Militar - Colombo
O 22° BPM foi oficialmente criado em 21 de Maio de 2012, constituído pela 4ª e 5ª Companhia do 17° BPM. A criação do 29º Batalhão de Polícia Militar rearticulou a área de atuação do 22º BPM, que ficou responsável por 10 municípios, divididos em três companhias.
| 1ª Companhia Sede: Colombo Munícipios que atende: Colombo, Bocaiúva do Sul, Tunas do Paraná e Adrianópolis. | 2ª Companhia Sede: Almirante Tamandaré Munícipios que atende: Almirante Tamandaré e Campo Magro | 3ª Companhia Sede: Rio Branco do Sul Munícipios que atende: Rio Branco do Sul, Itaperuçu, Cerro Azul e Doutor Ulysses |